# أوسكار غونزاليس (منافس ألعاب قوى)
أوسكار غونزاليس (بالإسبانية: Óscar González)‏ هو منافس ألعاب قوى إسباني، ولد في 8 أغسطس 1976.

## وصلات خارجية
- أوسكار غونزاليس على موقع الاتحاد الدولي لألعاب القوى (الإنجليزية)